# Ndoi Corona
La Ndoi Corona è una struttura geologica della superficie di Venere.